# Campionati del mondo di corsa campestre 2001
Il XXIX Campionato mondiale di corsa campestre si è disputato a Ostenda, in Belgio, dal 24 al 25 marzo 2001 all'Hippodrome Wellington. Vi hanno preso parte 790 atleti in rappresentanza di 67 nazioni. Il titolo maschile è stato vinto da Mohammed Mourhit mentre quello femminile da Paula Radcliffe.

## Nazioni partecipanti
Qui sotto sono elencate le nazioni che hanno partecipato a questi campionati (tra parentesi il numero degli atleti per ciascuna nazione):
- Algeria (18)
- Andorra (2)
- Argentina (10)
- Australia (17)
- Austria (1)
- Bielorussia (24)
- Belgio (35)
- Bolivia (1)
- Botswana (5)
- Brasile (20)
- Burundi (8)
- Camerun (2)
- Canada (33)
- Cile (10)
- Costa Rica (1)
- Croazia (2)
- Ecuador (5)
- Egitto (12)
- Eritrea (12)
- Estonia (4)
- Etiopia (30)
- Francia (26)
- Georgia (1)

- Giappone (24)
- Gibilterra (8)
- Gran Bretagna (35)
- Hong Kong (1)
- India (24)
- Irlanda (22)
- Italia (30)
- Jugoslavia (4)
- Kenya (36)
- Kirghizistan (2)
- Lesotho (2)
- Libano (8)
- Malawi (4)
- Marocco (17)
- Messico (12)
- Norvegia (2)
- Nuova Zelanda (6)
- Paesi Bassi (7)
- Palestina (2)
- Perù (1)
- Portogallo (27)
- Porto Rico (4)

- Romania (7)
- Russia (12)
- Ruanda (3)
- Seychelles (1)
- Slovacchia (2)
- Spagna (35)
- Stati Uniti (36)
- Sudafrica (14)
- eSwatini (5)
- Svezia (2)
- Svizzera (1)
- Tagikistan (12)
- Tanzania (19)
- Tunisia (7)
- Turchia (9)
- Turkmenistan (20)
- Uganda (5)
- Ucraina (3)
- Uzbekistan (24)
- Yemen (4)
- Zambia (8)
- Zimbabwe (4)

## Risultati
I risultati del campionato sono stati:

### Individuale (uomini seniores)
| Pos. | Atleta            | Nazione     | Tempo (m's") |
| ---- | ----------------- | ----------- | ------------ |
|      | Mohammed Mourhit  | Belgio      | 39'53"       |
|      | Sergiy Lebid      | Ucraina     | 40'03"       |
|      | Charles Kamathi   | Kenya       | 40'05"       |
| 4    | Paulo Guerra      | Portogallo  | 40'06"       |
| 5    | Paul Kosgei       | Kenya       | 40'09"       |
| 6    | Driss El Himer    | Francia     | 40'13"       |
| 7    | Patrick Ivuti     | Kenya       | 40'16"       |
| 8    | Hélder Ornelas    | Portogallo  | 40'33"       |
| 9    | Alejandro Gómez   | Spagna      | 40'37"       |
| 10   | Róbert Štefko     | Slovacchia  | 40'41"       |
| 11   | Mustafa El Ahmadi | Francia     | 40'42"       |
| 12   | Bob Kennedy       | Stati Uniti | 40'43"       |

### Squadre (uomini seniores)
| Charles Kamathi        | 3    |
| Paul Kosgei            | 5    |
| Patrick Ivuti          | 7    |
| Enock Mitei            | 18   |
| (John Cheruiyot Korir) | (28) |
| (Richard Limo)         | (32) |

| Driss El Himer     | 6    |
| Mustafa El Ahmadi  | 11   |
| Lyes Ramoul        | 26   |
| Mikaël Thomas      | 29   |
| (Mohamed Serbouti) | (72) |
| (Larbi Zéroual)    | (88) |

| Bob Kennedy      | 12   |
| Meb Keflezighi   | 13   |
| Abdi Abdirahman  | 15   |
| Nick Rogers      | 47   |
| (Greg Jimmerson) | (52) |
| (Matt Downin)    | (80) |

- Nota: gli atleti tra parentesi non hanno concorso al punteggio totale della squadra

### Individuale (uomini tracciato corto)
| Pos. | Atleta           | Nazione   | Tempo (m's") |
| ---- | ---------------- | --------- | ------------ |
|      | Enock Koech      | Kenya     | 12'40"       |
|      | Kenenisa Bekele  | Etiopia   | 12'42"       |
|      | Benjamin Limo    | Kenya     | 12'43"       |
| 4    | Sammy Kipketer   | Kenya     | 12'44"       |
| 5    | Cyrus Kataron    | Kenya     | 12'45"       |
| 6    | Albert Chepkurui | Kenya     | 12'46"       |
| 7    | John Kibowen     | Kenya     | 12'49"       |
| 8    | Craig Mottram    | Australia | 12'49"       |
| 9    | Brahim Boulami   | Marocco   | 13'00"       |
| 10   | Haylu Mekonnen   | Etiopia   | 13'03"       |
| 11   | Adil Kaouch      | Marocco   | 13'06"       |
| 12   | Saïd El Wardi    | Marocco   | 13'08"       |

### Squadre (uomini tracciato corto)
| Enock Koech        | 1   |
| Benjamin Limo      | 3   |
| Sammy Kipketer     | 4   |
| Cyrus Kataron      | 5   |
| (Albert Chepkurui) | (6) |
| (John Kibowen)     | (7) |

| Brahim Boulami   | 9    |
| Adil Kaouch      | 11   |
| Saïd El Wardi    | 12   |
| Mohamed Amyn     | 16   |
| (Youssef Baba)   | (22) |
| (Brahim Jabbour) | (89) |

| Kenenisa Bekele   | 2    |
| Haylu Mekonnen    | 10   |
| Dagne Alemu       | 13   |
| Alemayehu Girma   | 26   |
| (Beruk Debrework) | (30) |
| (Mesfin Hailu)    | (81) |

- Nota: gli atleti tra parentesi non hanno concorso al punteggio totale della squadra

### Individuale (uomini under 20)
| Pos. | Atleta                 | Nazione     | Tempo (m's") |
| ---- | ---------------------- | ----------- | ------------ |
|      | Kenenisa Bekele        | Etiopia     | 25'04"       |
|      | Duncan Lebo            | Kenya       | 25:'37"      |
|      | Dathan Ritzenhein      | Stati Uniti | 25'46"       |
| 4    | Nicholas Kemboi        | Kenya       | 25'52"       |
| 5    | Matt Tegenkamp         | Stati Uniti | 25'55"       |
| 6    | Robert Kipchumba       | Kenya       | 26'00"       |
| 7    | Alemayehu Tedla        | Etiopia     | 26'02"       |
| 8    | Maregu Zewdie          | Etiopia     | 26'14"       |
| 9    | Beruk Debrework        | Etiopia     | 26'15"       |
| 10   | Paul Wakou             | Uganda      | 26'17"       |
| 11   | Jean Baptiste Simukeka | Ruanda      | 26'22"       |
| 12   | Edwin Koech            | Kenya       | 26'37"       |

### Squadre (uomini under 20)
| Duncan Lebo       | 2    |
| Nicholas Kemboi   | 4    |
| Robert Kipchumba  | 6    |
| Edwin Koech       | 12   |
| (Wilson Chelal)   | (13) |
| (Kiplimo Muneria) | (21) |

| Kenenisa Bekele | 1    |
| Alemayehu Tedla | 7    |
| Maregu Zewdie   | 8    |
| Beruk Debrework | 9    |
| (Tibebu Yenew)  | (20) |
| (Fekadu Gemeda) | (33) |

| Paul Wakou     | 10   |
| Johnny Okello  | 16   |
| Francis Musani | 19   |
| Moses Mpanga   | 23   |
| (Francis Yiga) | (25) |

- Nota: gli atleti tra parentesi non hanno concorso al punteggio totale della squadra

### Individuale (donne seniores)
| Pos. | Atleta            | Nazione       | Tempo (m's") |
| ---- | ----------------- | ------------- | ------------ |
|      | Paula Radcliffe   | Gran Bretagna | 27'49"       |
|      | Gete Wami         | Etiopia       | 27'52"       |
|      | Lydia Cheromei    | Kenya         | 28'07"       |
| 4    | Susan Chepkemei   | Kenya         | 28'13"       |
| 5    | Pamela Chepchumba | Kenya         | 28'20"       |
| 6    | Leah Malot        | Kenya         | 28'36"       |
| 7    | Yamna Belkacem    | Francia       | 28'40"       |
| 8    | Merima Denboba    | Etiopia       | 28'52"       |
| 9    | Olivera Jevtić    | Jugoslavia    | 29'03"       |
| 10   | Anja Smolders     | Belgio        | 29'17"       |
| 11   | Rakiya Maraoui    | Francia       | 29'24"       |
| 12   | Deena Drossin     | Stati Uniti   | 29'28"       |

### Squadre (donne seniores)
| Lydia Cheromei    | 3    |
| Susan Chepkemei   | 4    |
| Pamela Chepchumba | 5    |
| Leah Malot        | 6    |
| (Hellen Kimaiyo)  | (14) |
| (Sally Barsosio)  | (18) |

| Gete Wami          | 2    |
| Merima Denboba     | 8    |
| Eyerusalem Kuma    | 23   |
| Leila Aman         | 37   |
| (Merima Hashim)    | (41) |
| (Atalelech Ketema) | (46) |

| Yamna Belkacem       | 7    |
| Rakiya Maraoui       | 11   |
| Rodica Moroianu      | 24   |
| Zahia Dahmani        | 35   |
| (Fatima Yvelain)     | (43) |
| (Chantal Dällenbach) | (73) |

- Nota: gli atleti tra parentesi non hanno concorso al punteggio totale della squadra

### Individuale (donne tracciato corto)
| Pos. | Atleta           | Nazione       | Tempo (m's") |
| ---- | ---------------- | ------------- | ------------ |
|      | Gete Wami        | Etiopia       | 14'46"       |
|      | Paula Radcliffe  | Gran Bretagna | 14'47"       |
|      | Edith Masai      | Kenya         | 14'57"       |
| 4    | Merima Denboba   | Etiopia       | 15'04"       |
| 5    | Worknesh Kidane  | Etiopia       | 15'06"       |
| 6    | Benita Willis    | Australia     | 15'06"       |
| 7    | Carla Sacramento | Portogallo    | 15'07"       |
| 8    | Rose Cheruiyot   | Kenya         | 15'07"       |
| 9    | Asmae Leghzaoui  | Marocco       | 15'08"       |
| 10   | Margaret Ngotho  | Kenya         | 15'20"       |
| 11   | Naomi Mugo       | Kenya         | 15'24"       |
| 12   | Kathy Butler     | Gran Bretagna | 15'25"       |

### Squadre (donne tracciato corto)
| Gete Wami          | 1    |
| Merima Denboba     | 4    |
| Worknesh Kidane    | 5    |
| Genet Gebregiorgis | 16   |
| (Ayelech Worku)    | (18) |
| (Hareg Sidelil)    | (61) |

| Edith Masai         | 3    |
| Rose Cheruiyot      | 8    |
| Margaret Ngotho     | 10   |
| Naomi Mugo          | 11   |
| (Salome Chepchumba) | (34) |
| (Pamela Anisumuk)   | (44) |

| Elena Fidatof       | 13   |
| Iulia Olteanu       | 15   |
| Cristina Grosu      | 23   |
| Mihaela Botezan     | 27   |
| (Constantina Diţă)  | (33) |
| (Cristina Casandra) | (37) |

- Nota: gli atleti tra parentesi non hanno concorso al punteggio totale della squadra

### Individuale (donne under 20)
| Pos. | Atleta             | Nazione   | Tempo (m's") |
| ---- | ------------------ | --------- | ------------ |
|      | Viola Kibiwott     | Kenya     | 22'05"       |
|      | Abebech Nigussie   | Etiopia   | 22'05"       |
|      | Aster Bacha        | Etiopia   | 22'05"       |
| 4    | Vivian Cheruiyot   | Kenya     | 22'06"       |
| 5    | Tirunesh Dibaba    | Etiopia   | 22'08"       |
| 6    | Tereza Yohanes     | Etiopia   | 22'10"       |
| 7    | Fridah Domongole   | Kenya     | 22'12"       |
| 8    | Sally Kipyego      | Kenya     | 22'22"       |
| 9    | Peninah Chepchumba | Kenya     | 22'24"       |
| 10   | Mestawat Tufa      | Etiopia   | 22'24"       |
| 11   | Naoko Sakata       | Giappone  | 22'36"       |
| 12   | Christine Kalmer   | Sudafrica | 22'45"       |

### Squadre (donne under 20)
| Abebech Nigussie | 2    |
| Aster Bacha      | 3    |
| Tirunesh Dibaba  | 5    |
| Tereza Yohanes   | 6    |
| (Mestawat Tufa)  | (10) |

| Viola Kibiwott       | 1    |
| Vivian Cheruiyot     | 4    |
| Fridah Domongole     | 7    |
| Sally Kipyego        | 8    |
| (Peninah Chepchumba) | (9)  |
| (Alice Timbilil)     | (16) |

| Naoko Sakata   | 11   |
| Tomomi Tagao   | 13   |
| Emi Ikeda      | 17   |
| Mika Matsumoto | 18   |
| (Mikayo Udo)   | (25) |
| (Hiromi Koga)  | (35) |

- Nota: gli atleti tra parentesi non hanno concorso al punteggio totale della squadra

## Medagliere
Legenda
     Paese ospitante
| Posizione | Paese         | Oro | Argento | Bronzo | Totale |
| --------- | ------------- | --- | ------- | ------ | ------ |
| 1         | Kenya         | 6   | 3       | 4      | 13     |
| 2         | Etiopia       | 4   | 5       | 2      | 11     |
| 3         | Gran Bretagna | 1   | 1       | 0      | 2      |
| 4         | Belgio        | 1   | 0       | 0      | 1      |
| 5         | Francia       | 0   | 1       | 1      | 2      |
| 6         | Marocco       | 0   | 1       | 0      | 1      |
| 6         | Ucraina       | 0   | 1       | 0      | 1      |
| 8         | Stati Uniti   | 0   | 0       | 2      | 2      |
| 9         | Giappone      | 0   | 0       | 1      | 1      |
| 9         | Romania       | 0   | 0       | 1      | 1      |
| 9         | Uganda        | 0   | 0       | 1      | 1      |
| Totale    | Totale        | 12  | 12      | 12     | 36     |